# Уйгурски район
Уйгурски район (на казахски: Ұйғыр ауданы) е съставна част на Алматинска област, Казахстан, с обща площ 8721 км2 и население 62 744 души (по приблизителна оценка към 1 януари 2020 г.). Мнозинството от населението са уйгури (56,6 %), следвани от казахите (41,0 %) и руснаците (1,9 %).
Административен център е село Чунджа.